# Falcileptoneta speciosa
Falcileptoneta speciosa är en spindelart som först beskrevs av Komatsu 1957.  Falcileptoneta speciosa ingår i släktet Falcileptoneta och familjen Leptonetidae. Inga underarter finns listade i Catalogue of Life.